# Crypto++
Crypto++ (также известная как CryptoPP, libcrypto++ и libcryptopp) — это бесплатная библиотека C++ с открытым исходным кодом криптографических алгоритмов и схем, написанная китайским компьютерным инженером Вэй Даем. Будучи выпущенной в 1995, библиотека полностью поддерживает 32-разрядные и 64-разрядные архитектуры для многих главных операционных систем и платформ, таких как Android (с использованием STLport), Apple (Mac OS X и iOS), BSD, Cygwin, IBM AIX и S/390, Linux, MinGW, Solaris, Windows, Windows Phone и Windows RT. Проект также поддерживает компиляцию с использованием библиотек различных сред выполнения C++03, C++11 и C++17; и множество других компиляторов и IDE, включающих в себя Borland Turbo C++, Borland C++ Builder, Clang, CodeWarrior Pro, GCC (с использованием GCC от Apple), Intel C++ Compiler (ICC), Microsoft Visual C/C++.

## Алгоритмы
Crypto++ обычно предоставляет полные криптографические реализации. Например, блочный шифр Camellia, утвержденный ISO/NESSIE/IETF, практически схожий с AES, хеш-функция Whirlpool, также подтвержденная вышеуказанными организациями, схожая с SHA; оба включены в данную библиотеку.
Стоит добавить, что библиотека Crypto++ иногда делает предлагаемые и новейшие алгоритмы доступными для изучения криптографическим сообществом. Например, VMAC, универсальный хэш-базированный код аутентификации сообщений, был добавлен в ходе её представления Инженерному совету Интернета; кривые Брэйнпула, предложенные в марте 2009 года в качестве интернет-проекта в RFC 5639, были добавлены в Crypto++ 5.6.0 в этом же месяце.
| Примитив или операция                         | Алгоритмы или реализации |
| --------------------------------------------- | --- |
| Генераторы псевдослучайных чисел              | LCG, KDF2, Blum Blum Shub, ANSI X9.17, Вихрь Мерсенна, RDRAND и RDSEED |
| Быстрые потоковые шифры                       | ChaCha8/12/20, HC-128 и HC-256, Panama, Rabbit, Salsa20, SOSEMANUK, XSalsa20                                                                                                   |
| AES and AES candidates                        | Rijndael (AES selection), RC6, MARS, Twofish, Serpent, CAST-256 |
| Другие блочные шифры                          | ARIA, Blowfish, Camellia, CHAM, HIGHT, IDEA, Kalyna (128/256/512), LEA, RC5,SEED, SHACAL-2, Simon и Speck (64/128), SIMECK, Skipjack, SM4, TEA, Threefish (256/512/1024), XTEA |
| Способы блочного шифрования                   | ECB, CBC, CTS, CFB, OFB, CTR |
| Режимы шифрования с проверкой подлинности     | CCM, GCM, EAX |
| Схемы заполнения блочных шифров               | PKCS #5, PKCS #7, нулями, единицею и нулями, дополнение W3C |
| Коды аутентификации сообщений                 | VMAC, HMAC, CMAC, CBC-MAC, DMAC, Two-Track-MAC |
| Криптографическая хеш-функция                 | BLAKE2 (BLAKE2b и BLAKE2s), Keccak, SHA-1, SHA-2 (SHA-224, SHA-256, SHA-384, и SHA-512), SHA-3, Tiger, Whirlpool, RIPEMD (128, 160, 256, и 320)                                |
| Паролезависимый KDF                           | PBKDF1 и PBKDF2 от PKCS #5, PBKDF от PKCS #12 appendix B |
| Криптография с открытым ключом                | RSA, DSA, ElGamal, Nyberg-Rueppel (NR), Rabin-Williams (RW), LUC, LUCELG, DLIES (варианты DHAES), ESIGN, curve25519                                                            |
| Схемы заполнения для систем с открытым ключом | PKCS #1 v2.0, OAEP, PSS, PSSR, IEEE P1363 EMSA2 и EMSA5 |
| Криптография эллиптических кривых             | ECDSA, ECNR, ECIES, ECDH, ECMQV |

Библиотека также делает доступными примитивы для теоретико-числовых операций, таких как генерация и проверка простых чисел, арифметика над конечным полем, включая GF(p) и GF(2n); операции над полиномами.

## Управление криптографическими ключами
В терминологии FIPS 140-2 библиотека Crypto++ классифицируется как многочиповый автономный модуль. 32-битная и 64-битная версии библиотеки соответствуют всем требованиям физической безопасности и операционных систем FIPS 140-2 уровня 1. Библиотека Crypto++ содержит только утвержденные криптографические алгоритмы. Неутвержденные алгоритмы, реализованные в продукте Crypto++, не включены в проверенный пакет DLL FIPS.
Все ключи в модуле могут быть либо импортированы в сам модуль, либо сгенерированы изнутри с использованием генератора случайных чисел (ГПСЧ). Сам модуль хранит эти ключи только в оперативной памяти и не сохраняет их в постоянной памяти.

### Генерация ключей[10]
Модуль генерирует ключи в соответствии с требованиями FIPS, используя утвержденный генератор случайных чисел, в следующем порядке:
- Ключи DSA генерируются в соответствии с процедурами, описанными в FIPS 186-2.
- Ключи ECDSA генерируются в соответствии с процедурами, описанными в ANSI X9.62.
- Для ключей RSA утвержденный RNG используется для генерирования простых случайных чисел p и q.
- Остальные ключи (AES, Triple-DES, CBC-MAC / Triple-DES, Skipjack, HMAC-SHA) генерируются с использованием утвержденного генератора случайных чисел (путем генерации случайной строки октетов подходящего размера).

### Обмен ключами[10]
CMVP позволяет использовать следующие методы обмена ключами: RSA Key Transport и протокол Диффи-Хеллмана.
Crypto++ не накладывает каких-либо ограничений на длину ключей RSA и DH, выбирается их адекватная длина для защиты симметричных ключей во время обмена.
Кроме того, CMVP предъявила следующие минимальные требования к размеру ключа:
- После 19 мая 2007 года все ключи должны иметь минимум 80-битный уровень криптостойскости.
- После 2010 года все ключи должны иметь как минимум 112-битный уровень криптостойскости.
- После 2030 года все ключи должны иметь не менее 128-битного уровня криптостойскости.

### Хранение ключей
Модуль не хранит и не архивирует ключи на постоянных носителях.

## Производительность
В 2007 году во время исследования ECRYPT была проанализирована работа восьми криптографических библиотек, Ашраф Абушарех и Крис Кай обнаружили, что "Crypto++ 5.1" лидирует в плане поддержки криптографических примитивов и схем, но является самой медленной из всех исследованных библиотек.
В 2008 году тесты скорости, проведенные Тимо Бингманном с использованием семи библиотек безопасности с открытым исходным кодом для 15 блочных шифров, показали, что Crypto++ 5.5.2 была самой эффективной библиотекой для двух блочных шифров и не уступала средней производительности библиотек по остальным блочным шифрам.
Crypto++ также включает в себя функцию автоматического теста производительности, доступную из командной строки (cryptest.exe b), результаты которой можно увидеть в Crypto++ 5.6.0 Benchmarks.
Как и во многих других криптографических библиотеках, доступных для 32-разрядных и 64-разрядных архитектур x86, Crypto++ включает в себя процедуры сборки для AES с использованием AES-NI. С AES-NI производительность AES значительно улучшается: пропускная способность 128-битного AES/GCM увеличивается с приблизительно 28,0 циклов на байт до 3,5 циклов на байт.

## Релизы версий
Crypto++ 1.0 был выпущен в июне 1995 года. Архитектура библиотеки была изменена в версии 5.0. С марта 2009 года было выпущено десять версий с использованием архитектуры 5.0.
| Версия         | Дата релиза      |
| -------------- | ---------------- |
| Crypto++ 5.6.0 | 15 марта 2009    |
| Crypto++ 5.6.1 | 9 августа 2010   |
| Crypto++ 5.6.2 | 20 февраля 2013  |
| Crypto++ 5.6.3 | 20 ноября 2015   |
| Crypto++ 5.6.4 | 11 сентября 2016 |
| Crypto++ 5.6.5 | 11 октября 2016  |
| Crypto++ 6.0.0 | 22 января 2018   |
| Crypto++ 6.1.0 | 22 февраля 2018  |
| Crypto++ 7.0.0 | 8 апреля 2018    |
| Crypto++ 8.0.0 | 28 декабря 2018  |
| Crypto++ 8.1.0 | 11 февраля 2019  |
| Crypto++ 8.2.0 | 28 апреля 2019   |

Список всех предыдущих выпусков от Тео Лоуренса Crypto++, начиная с 1995 года, можно найти в групповом архиве пользователей.

## Ратификации FIPS
Crypto++ получила три сертификата 1 уровня от FIPS 140-2.
| Версия         | Сертификат      | Даты                               |
| -------------- | --------------- | ---------------------------------- |
| Crypto++ 5.0.4 | Certificate 343 | 2003-09-05, 2005-10-28             |
| Crypto++ 5.2.3 | Certificate 562 | 2005-07-29, 2005-08-24, 2005-10-28 |
| Crypto++ 5.3.0 | Certificate 819 | 2007-08-13, 2007-08-17             |

Crypto++ была добавлена в Historical Validation List  от CMVP в 2016.

## Лицензия
Начиная с версии 5.6.1, Crypto++ состоит только из общедоступных файлов и единой лицензии с открытым исходным кодом для авторских прав на компиляцию.
The License of Crypto++ is somewhat unusual amongst open source projects. A distinction is made between the library as a compilation (i.e., collection), which is copyrighted by Wei Dai, and the individual files in it, which are public domain.

The library is copyrighted as a compilation in order to place certain disclaimers (regarding warranty, export, and patents) in the license and to keep the attributions and public domain declarations intact when Crypto++ is distributed in source code form. The fact that individual files are public domain means that legally you can place code segments, entire files, or small sets of files (up to the limit set by fair use) into your own project and do anything you want with them without worrying about the copyright.
30px
Crypto++ Website